# Théodore Le Gogal de Toulgoët
Pour les articles homonymes, voir Toulgoët.
Théodore Joseph Le Gogal de Toulgoët est un homme politique français né le 6 octobre 1748 à Carhaix (Finistère).

## Biographie
Théodore Joseph Le Gogal de Toulgoët est le fils de Jean François Le Gogal de Toulgoët, avocat, conseiller du roi et son procureur au siège royal de Carhaix, et de Vincente Jeanne Le Roux de Kervasdoué. Il est le frère de Jean-François Le Gogal de Toulgoët. Marié à Marie Bernardine Rannou de Kerduéler, il est le père de Joseph Le Gogal-Toulgoët.
Procureur général syndic du Finistère, puis commissaire près les tribunaux civils et criminel, il est élu député du Finistère au Conseil des Anciens le 25 germinal an VII. Rallié au coup d'État du 18 Brumaire, il siège au corps législatif jusqu'en 1805. En 1804, il est nommé directeur des droits réunis pour le Finistère.

## Sources
- « Théodore Le Gogal de Toulgoët », dans Adolphe Robert et Gaston Cougny, Dictionnaire des parlementaires français, Edgar Bourloton, 1889-1891 [détail de l’édition]